# Bitva u Riedu
Bitva u Riedu (známá též jako bitva u Mehrnbachu) bylo menší vojenské střetnutí, které 30. října 1805 (18. října podle ruského juliánského kalendáře) svedl francouzský předvoj pod velením Marca Antoina Beaumonta s ustupujícím zadním vojem spojených rakousko-ruských sil v průběhu války třetí koalice.

## Pozadí
Střetnutí u Riedu se odehrálo krátce po kapitulaci rakouské Dunajské armády u bavorského města Ulm 20. října 1805, čímž se pro tzv. Grande Armée (Velkou armádu) císaře Napoleona otevřela cesta do rakouské metropole Vídně. Francouzské jednotky spolu s bavorskými následovaly ustupující zbytky rakouských vojsk pod velením Michaela von Kienmayera, které se spojily s ruskou tzv. Podolskou armádou, jež jim se zpožděním dorazila na pomoc, u Braunau na řece Inn, při rakousko-bavorském pomezí. V Braunau převzal velení rakouských jednotek Maximilian von Merveldt a vedl jejich ústup k Vídni. Zadní voj kryjící ústup spojených rakousko-ruských sil svedl v oblasti Podunají několik bojových akcí.

## Bitva
Francouzské jednotky při pronásledování nepřátelských vojsk z Braunau postupovaly po cestě do Riedu. V čele kolony byl 1. pluk jízdních myslivců plukovníka Montbruna a také 8. a 12. dragounský pluk z Beaumontovy divize. Po boku jezdectva pochodoval pěší oddíl III. sboru maršála Louis-Nicolase Davouta (po dvou praporech od 17. a 30. řadového pěšího pluku). 
V okolí vesnice Mehrnbach narazily tyto jednotky na rakouskou jezdeckou jednotku umístěnou na vyvýšeném místě. Maršál Joachim Murat a jeho jezdecká záloha zaútočila na rakouské jezdectvo a obrátila je na ústup. 
V téže době se Francouzům vzdala rakouská pěší rota umístěná před Mehrnbachem. Obec hájily celkem asi 3 prapory pěchoty a 2 eskadrony jízdy.
Francouzský oficiální státní list Moniteur popsal tyto poměrně bezvýznamné boje jako vítěznou „bitvu u Riedu“.

## Následky
Rakousko-ruské jednotky nebyly schopny zastavit rychle postupující Velkou armádu. Téhož dne Francouzi obsadili město Ried a postupovali dále na východ, kde se znovu střetli s koaličními vojsky u Lambachu (Gaspoltshofenu).